# (12370) Kageyasu
(12370) Kageyasu est un astéroïde de la ceinture principale.

## Description
(12370) Kageyasu est un astéroïde de la ceinture principale. Il fut découvert le 11 avril 1994 à Kushiro par Seiji Ueda et Hiroshi Kaneda. Il présente une orbite caractérisée par un demi-grand axe de 2,30 UA, une excentricité de 0,13 et une inclinaison de 2,4° par rapport à l'écliptique.

## Compléments